# Anjou
Anjou har været et grevskab (omkring 880), hertugdømme (1360) og en fransk provins der ligger omkring byen Angers i Loiredalen i det vestlige Frankrig. Det svarer nogenlunde til nutidens departement Maine-et-Loire.
Namnet Anjou kommer fra det latinske Andegavia.
Titlen greve af Anjou hav været brugt af to forskellige dynastier. Den første, som siden 1100-tallet også er kendt under navnet Plantagenet, styrede både England og størstedelen af det vestlige Frankrig men mistede selve Anjou til den franske krone i 1206.
Titlen blev anvendt igen af kong Ludvig 9. som 1246 gav den til sin yngre bror Karl, senere konge af Neapel og Sicilien. Hans efterkommere styrede også Polen og Ungarn i 1300-tallet. Den sidste greve i denne slægt (Karl 5. af Anjou) døde 1481, og Anjou blev en del af Frankrig igen under Ludvig 11..
Henrik 6.s dronning, Margrete af Anjou, kom fra dette grevskab.